# 桃咲まなみ
桃咲 まなみ（ももさき まなみ、1986年11月10日 - ）は、日本の元AV女優。プライムエージェンシー所属。
東京都出身。身長:151cm。スリーサイズ:B95(G)・W60・H88。

## 略歴
2007年8月にAVデビューしたが一旦辞め、2008年3月に復帰した
2010年3月、引退。その後もリリースは2011年まで続いた。
AV女優時は自らの巨乳を生かした作品に多数出演していた。AVに出るまではパイズリの経験はなかったという。

## 出演作品

### アダルトビデオ
2007年
- 新人 桃咲まなみ （8月16日、マキシング） ※デビュー作
- 桃咲まなみ×巨乳SP （9月16日、マキシング）

2008年
- ULTRA BIG TITS （5月13日、プレステージ）
- SODハーレム学園 THE SUPER HARD （5月22日、SODクリエイト）
- 極上MOODYZカフェ 爆乳・パイパン・中出しフルコース （6月13日、MOODYZ）
- 本物!! 現役Gカップ水泳インストラクターを超美巨乳ライフセーバーに育成します!! （6月19日、SODクリエイト）
- 生中出し女子校生4時間 5 （6月20日、BAZOOKA）オムニバス作品
- 痴漢全裸下車 （7月17日、ナチュラルハイ）オムニバス作品
- 90cm Gcup （7月19日、OPPAI）
- おっぱい 〜ナース虐め〜 （8月7日、桃太郎映像出版）
- R30 Vol.1 （8月21日、V&Rプロダクツ）オムニバス作品
- 若妻乳嬲り 鬼畜レイプ （9月1日、ワンズファクトリー）
- PAI-ZOKU Vol.4 （9月4日、アキノリ）
- ふたなりレズ 17 爆乳両性具有プリンセス狩り （9月15日、イマージュ）
- 巨乳制服コギャルズ学園 2 （9月19日、イエロー）
- 生中出し巨乳ギャル 5 （9月26日、BAZOOKA）オムニバス作品
- パイズリフェスティバル （10月1日、アイデアポケット）オムニバス作品
- イキ顔を見て粘るザーメンを飲んであげる （10月1日、ワンズファクトリー）オムニバス作品
- 団地妻生中出し 13 （10月3日、TMA）オムニバス作品
- 俺たち!透明人間! いたずらし隊 （10月9日、V&Rプロダクツ）オムニバス作品
- 全員がFカップ以上! 巨乳ギャルだらけのニュータイプ銭湯!! （10月9日、GARCON）
- ぎゃるまんナンパ ハメMAX Vol.02 （10月9日、GARCON）オムニバス作品
- ベイビー・ファッカー 1 （10月10日、プレステージ）オムニバス作品
- 逆ナンパ女子校生　2 （10月11日、隼エージェンシー）オムニバス作品
- フェラコレ2008秋SP 31人のフェラジェンヌ （10月11日、隼エージェンシー）オムニバス作品
- 即日AV女優 （10月17日、レアル・ワークス）オムニバス作品
- 陵辱レズ調教 羞恥と快楽に溺れていゆく女達。2 （10月17日、U&K）
- 巨乳コギャルズメイド （10月19日、イエロー）
- 巨乳素人ギャル・中出しBODY'S （10月21日、h.m.p）オムニバス作品
- 混浴露天風呂で女の子と仲良くなって、セックスできるのか!? 2 （10月23日、ROCKET）オムニバス作品
- 綺麗なお姉様も淫れたい 2 （10月25日（レンタル）／11月21日（セル）、クリスタル映像）オムニバス作品
- おはズボッ! すごい!このスリルがいつもより興奮しちゃう! （10月31日、アテナ映像）オムニバス作品
- ショーパン01 現役女子大生中出し H-Cup （11月5日、チーム川崎）
- 童貞の僕の部屋に超エロい美巨乳ギャル軍団がやって来て無理やり5発も抜かれちゃいました!! （11月6日、GARCON）
- 陵辱巨乳妻 （11月6日、ヒビノ）
- パチンコ羞恥露出 （11月6日、Hunter）オムニバス作品
- S style 美脚×1+巨乳×3 8FUCK （11月8日、隼エージェンシー）オムンバス作品
- [フェラコレ★ナンパ編] 12人のフェラ好きギャル! （11月8日、隼エージェンシー）オムニバス作品
- 強制レイプマニアックス 18 （11月14日、メディアバンク）オムニバス作品
- 官能小説朗読オナニ〜 4 （11月19日、イエロー）オムニバス作品
- 巨乳に顔をうずめたい （11月21日、オフィスケイズ）オムニバス作品
- 痴女姉 近親相姦 （11月21日、GLAY'z）オムニバス作品
- AV女優 再生プロジェクト! マネージャーとイク!爆乳ハレンチ営業! （11月21日、チェリーズ）
- ザ・筆おろし 45 （11月22日（レンタル）／12月19日（セル）、クリスタル映像）オムニバス作品
- 乳王 〜爆乳天使2009アワード8人勢揃い!!!〜 （11月22日、桃太郎映像出版）オムニバス作品
- 巨乳女狩り 35 （11月29日（レンタル）／12月19日（セル）、クリスタル映像）オムニバス作品
- お嬢さまはバックがお好き 5 （11月29日（レンタル）／12月26日（セル）、クリスタル映像）オムニバス作品
- 渋谷BLACK VS 名古屋BLACK 無敵の最強ギャルサー渋谷BLACKの前に新たな挑戦者が現る!! （12月4日、GARCON）
- ハーレム 3 （12月19日、ミスター・インパクト）
- 巨乳女子校生に生中出し 02 （12月19日、レアル・ワークス）オムニバス作品
- パイズリパラダイス （12月19日、OPPAI）オムニバス作品
- Hカップボイン素人ナマ中出し （12月19日、胸キュン喫茶）
- WCGF4U 3 （12月19日、エッチアールシー）オムニバス作品
- 巨乳猥褻施術エステサロン盗撮 1 （12月19日、映天）オムニバス作品
- 脱ぎたてホクホクパンティー手コキ&フェラ 2 （12月19日、イエロー）オムニバス作品

2009年
- 究極の妄想お仕事シリーズ 真田春香、南まりん、桃咲まなみがやって来る巨乳銭湯の番台になった! （1月8日、ROCKET）
- 手コキ美女 3 （1月17日（レンタル）／2月6日（セル）、クリスタル映像）オムニバス作品
- 手コキでベロちゅ〜 5 （1月19日、イエロー）オムニバス作品
- 触手アクメ 5 （1月22日、SODクリエイト）
- 生ハム巨乳メロンゴージャス （1月23日、エッチアールシー）オムニバス作品
- 口説けばできる巨乳専門回春マッサージ店が本当にあった!! （1月25日、竜宮城）オムニバス作品
- Gカップ爆乳マゾ若妻 （1月26日、プラネットプラス）
- 某巨乳専門風俗店に生まれて初めて面接に来た女たち （1月31日、ラハイナ東海）オムニバス作品
- 青春エロドラマ オレのアネキとヤラないか? （2月5日、グローリークエスト）
- 乳首カフェ ビーチク敏感サラリーマン限定 （2月5日、ワープエンタテインメント）
- 男の憧れ妄想シリーズ 女が群がる「ハンサム★ジュース」 （2月5日、アイエナジー）オムニバス作品
- 巨乳天国 混浴露天風呂 4 （2月5日、ROCKET）オムニバス作品
- 巨乳レズビアン倶楽部 （2月6日、映天）
- THE 潮吹き 5 （2月7日（レンタル）／3月5日（セル）、クリスタル映像）オムニバス作品
- 公共の営業中サウナに全裸の女優を放り込め!! 6 （2月10日、ブリット）オムニバス作品
- フェラマニア Vol.5 （2月19日、ミスター・インパクト）オムニバス作品
- 爆乳 巨乳 おっぱい顔面圧迫 （2月20日、オフィスケイズ）オムニバス作品
- 爆乳パイもみ （2月20日、オフィスケイズ）オムニバス作品
- 若奥さまは犯されたい 5 （2月21日（レンタル）／3月20日（セル）、クリスタル映像）オムニバス作品
- 爆乳で体をシゴかれたい! （2月25日、竜宮城）オムニバス作品
- 緊縛凌犯録 Vol.7 爆乳Gカップ若妻牝奴隷 （2月26日、ゲインコーポレーション）
- 巨乳ぬるぬるオナニー （3月1日、竜宮城）オムニバス作品
- 極上MOODYZカフェ 爆乳・パイパン・中出しフルコース 特別編 （3月1日、MOODYZ）
- 平成21年度 系列局合同女子アナ新人研修 （3月5日、V&Rプロダクツ）
- ボイン大好きしょう太くんのHなイタズラ 24 （3月5日、グローリークエスト）
- 第3回 史上最強ギャル キャットファイトグランプリ!! 予選ラウンド （3月5日、GARCON）
- 手を使わないフェラチオ （3月6日、オフィスケイズ）オムニバス作品
- 禁断のヨガ 〜絡み合う粘液〜 （3月6日、アウダースジャパン）
- DOKIレズ 32 （3月6日、アウダースジャパン）オムニバス作品
- 脚を伸ばしてオナニーする女達 （3月6日、オフィスケイズ）オムニバス作品
- 全裸系巨乳水泳部 チチショー 2 （3月7日、プレミアム）
- 私は痴女 変幻自慰 （3月14日（レンタル）／4月10日（セル）、クリスタル映像）オムニバス作品
- 電流アクメ 2 〜勃起クリトリス電極責め〜 （3月19日、ROCKET）
- ちんぐり返しアナル舐め手コキ 2 （3月19日、イエロー）オムニバス作品
- 女子高生のお掃除フェラチオ （3月20日、オフィスケイズ）オムニバス作品
- 快感粘着ラブレズローション （3月27日、LADIES♀ROOM）オムニバス作品
- エッチなお姉さんに誘われて 33 （3月28日（レンタル）／4月24日（セル）、クリスタル映像）オムニバス作品
- 女子高生チ○ポオナニー （4月1日、竜宮城）オムニバス作品
- JKSP 見せつけオナニーしまくり120分 （4月1日、ABC）オムニバス作品
- 強淫SEX 巨乳ナシクズシ犯 （4月2日、グローリークエスト）オムニバス作品
- 美人妻乱交中出しコンパ 2 （4月3日、GLAY'z）
- ディルドオナニー 1 （4月3日、映天）オムニバス作品
- ディープスロートクリニック （4月4日、SODクリエイト）
- 時間よ止まれ！ パート12 （4月4日、V&Rプロダクツ）
- 究極の妄想発明シリーズ第13弾 時間が止まる腕時計 パート3 （4月4日、ROCKET）オムニバス作品
- ギャルだらけの逆チカン路線バス！ Vol.04 （4月4日、GARCON）
- 極選4時間 ザ・筆おろし 2 （4月10日、クリスタル映像）…
- 看護師&歯科助手限定 白衣の天使ナンパ （4月15日、スターパラダイス）オムニバス作品
- 募集人妻中出し志願 （4月17日、TMA）オムニバス作品
- Wべろちゅう手コキ （4月17日、オフィスケイズ）オムニバス作品
- 憧れの先生は絶品ボディ 3 （4月18日（レンタル）／5月29日（セル）、クリスタル映像）オムニバス作品
- 潮吹きデート 巨乳目線 5 （4月18日、ディープス）
- 貸し切り露天風呂ドッキリ!! 乱入!変態カップル&怖い人 （4月20日、スターパラダイス）オムニバス作品
- 合法密室 不動産レディ物件案内中にチ○ポ出してヌキ依頼 （4月20日、スターパラダイス）オムニバス作品
- kawaii*女学園パラダイス♥ 美少女14人6時間SP （4月25日、kawaii*）
- 巨乳天国おっぱいパブ 4 （5月7日、ROCKET）
- 人妻拘束連続アクメ調教 2 （5月15日、GLAY'Z）オムニバス作品
- VS. （5月28日、デジタルアーク）
- ユーザー様みんなでよってたかって辱めSPECIAL ROCKET出演人気女優と朝まで王様ゲーム （6月4日、ROCKET）
- 羞辱妄想劇場 Vol.2 憧れ病院アイドルのナース服が溶けた! （6月4日、サディスティックヴィレッジ）オムニバス作品
- 顔騎・尻コキ編 1 （6月5日、映天）オムニバス作品
- S-Cute ex 29 （6月5日、S-Cute）オムニバス作品
- ビッグ・ブーブス・バット （6月8日、実録出版）
- 真・雪村春樹大全集 （6月12日、カオカコミュニケーション）
- パイパン乱交レズビアン （6月19日、アンナと花子）
- 女子校生の唾液ニュルニュル手コキ （6月19日、オフィスケイズ）オムニバス作品
- 禁断の肉体取引 （7月3日、アウダースジャパン）オムニバス作品
- DOKI 36 （7月3日、アウダースジャパン）オムニバス作品
- 超舌ナースのフェラ抜き診察室 4時間 （7月3日、映天）オムニバス作品
- 童貞男子限定 温泉バスツアー 超エロイ巨乳ギャル軍団に童貞を奪われてみませんか!? （7月9日、GARCON）
- ボイン240 （7月15日、隼エージェンシー）オムニバス作品
- 乱交潮吹き集団痴女 （7月19日、CROSS）
- MOODYZファン感謝祭 バコバコバスツアー2009 S級AVギャルのハメまくり大乱交!! (8月1日、MOODYZ)
- S級美少女10人プライベート生中出しSEX （8月7日、メディアバンク）オムニバス作品
- JK・女子校生の放課後 おっぱい乳首いじり 3 (9月4日、映天)オムニバス作品
- JK・女子校生の放課後 おっぱい乳首いじり 3（9月11日、映天）オムニバス作品
- エロい女のピストンマ●コとイヤラシい腰使い 9 絶頂限界ディルドゥオナニー （9月18日、映天）オムニバス作品
- MOODYZファン感謝祭 裏バコバコバスツアー2009 本編未収録! 深夜のペニス吸引祭り!! (10月1日、MOODYZ)
- ソルトシャワー 熟若女のおしっこみせて Vol.2（12月19日、ゲロニア/妄想族）オムニバス作品

2010年
- KARMA設立5周年プレミアム感謝祭! 巨乳!巨乳!巨乳!ボインボインバスツアー (1月13日、カルマ)
- こだわりの手コキ4時間SP15 40人のハンドメイド （3月25日、隼エージェンシー）オムニバス作品
- 女教師の禁断の誘惑（7月2日、アウダースジャパン）
- DOKIレズ（7月2日、アウダースジャパン）
- 34人のおっぱいを揉んで吸いまくる 4 (7月13日、ミスター・インパクト)オムニバス作品
- フェラコレ 2010夏SP （7月25日、隼エージェンシー）オムニバス作品
- 大きなオッパイのお姉さんに甘えたい♪♪ ペチャパイ美少女が憧れのデカパイお姉さんと初めてのレズ(8月5日、LADY×LADY)
- ハイレグ 執拗なマ○コへの喰い込みがキレイなお姉さんをスケベにさせる 4時間スペシャル（8月24日、digital ark）
- OPPAI CAFE 後輩まなみ（9月23日、WEEKENDER）
- 最強生ナンパ人妻中出し 2（9月24日、Killer-tune）
- 巨乳女 拘束犯 4時間（9月24日、クリスタル映像）
- 超ミニ・ルーズのドスケベ女子校生 4時間オヤジのチ●ポ喰いまくりスペシャル（10月25日、DIAMANTE DI DIGITALARK）
- 方言ドラマ 中出し上京物語 宮城弁編 〜爆乳仙台娘のちょっとHなクレーム処理〜（12月24日、Nadeshiko）

2011年
- 快楽女の縄秘帖（1月13日、赤ほたるいか）
- 僕はパンストが大好きで、あの素肌とは異なったナイロン特有のいやらしいテカリと感触の虜なんです。（2月17日、GLORY QUEST）
- 露天混浴温泉郷 3（2月17日、GROLY QUEST）
- IMMORAL SHOP 95cm Hcup（4月25日、digital ark）
- となりの巨乳お母さんが僕の家にやって来る!（6月2日、GROLY QUEST）
- オネエ系メイクのセクハラ現場（7月7日、GROLY QUEST）
- 人妻専門 4時間 Vol.7（9月16日、GLAY’z ONE）
- ◆単身赴任のダンナに送る◆ 地方妻・方言オナニービデオレター（10月7日、AFLO FILM）
- 僕らのムチムチ巨乳先生（10月20日、GROLY QUEST）
- ヌル撮 オイルマッサージ 巨乳人妻が通う秘密のマッサージ屋（11月3日、GROLY QUEST）
- いけない女たち 2（12月9日、LEO）

### インターネット
- デラ☆エロパラ(GyaOジョッキー、2009年6月30日ゲスト出演)
- 愛鈴とまなみのえろまナイト　（LIVE Station.TV、月曜21:30〜）
- 土カティーン（あっ!とおどろく放送局、2009年10月3日）
- セクシー系プロダクション「プライムエージェンシー」のあぶない忘年会（あっ!とおどろく放送局、2009年12月28日）

### グラビア
- 週刊大衆2008年12月1日号、『目撃!ボッキン 若妻たちの午後 肉体の疼き』216頁。
- 週刊実話2009年8月6日号、『歓待！美巨乳ホテル！』197-199頁。

### その他
- 週刊プレイボーイ2010年7月5日号、『手コキ、素股の時代はもう終わった! チ○ポも驚くAVコキ革命のヌキどころ』156-159頁。 ※「コキ係」として実演モデルを務めた。